# Thamnophilus nigriceps
Thamnophilus nigriceps là một loài chim trong họ Thamnophilidae.